# Stazione di Bolzano Sud
La stazione di Bolzano Sud (in tedesco Bozen Süd) è la seconda stazione di Bolzano ed è utilizzata esclusivamente per il trasporto passeggeri.
La fermata ferroviaria si trova in Piazza Fiera presso la Fiera di Bolzano, nella zona commerciale e produttiva di Bolzano Sud ed è posta sulla linea Bolzano-Merano fra la stazione di Bolzano e quella di Bolzano Casanova, entrambe nel territorio comunale di Bolzano.
L'attuale fermata sopraelevata risale al 1998, anche se una fermata collocata più ad est (all'altezza di Via Negrelli) era già presente dal 1980, anno di costruzione del viadotto ferroviario.

## Strutture e impianti
Per quello che riguarda la categorizzazione delle stazioni, RFI la considera di categoria silver.

## Movimento
Il bacino di utenza della fermata coincide principalmente con i pendolari che lavorano nella zona di Bolzano Sud. Presso la stazione fermano tutti i treni con destinazione Merano e la stazione centrale (ogni 30 minuti) e Brennero (cadenza oraria).  Inoltre un treno alla mattina proviene da San Candido e uno è diretto a Fortezza, mentre alla sera avviene il contrario. La fermata è servita dalle 5:53 (verso Merano) e 6:47 (verso il centro) alle 22:11 (verso Merano) e 22:19 (verso il centro). La linea è servita sia da convogli di Trenitalia che della SAD.

## Servizi
La stazione dispone di:
- Ascensore
- Accessibilità per portatori di handicap
- Capolinea autolinee
- Parcheggio
- Taxi